# 北山乡 (喜德县)
北山乡，是中华人民共和国四川省凉山彝族自治州喜德县下辖的一个乡镇级行政单位。2021年1月12日，撤销西河乡，将其所属行政区域划归北山乡管辖。

## 行政区划
北山乡下辖以下地区：
羊朋村、自哈村、自日莫村、北山村、瓦伍村和自都村。